# Natuurpark Lago de Sanabria y sierras Segundera y de Porto

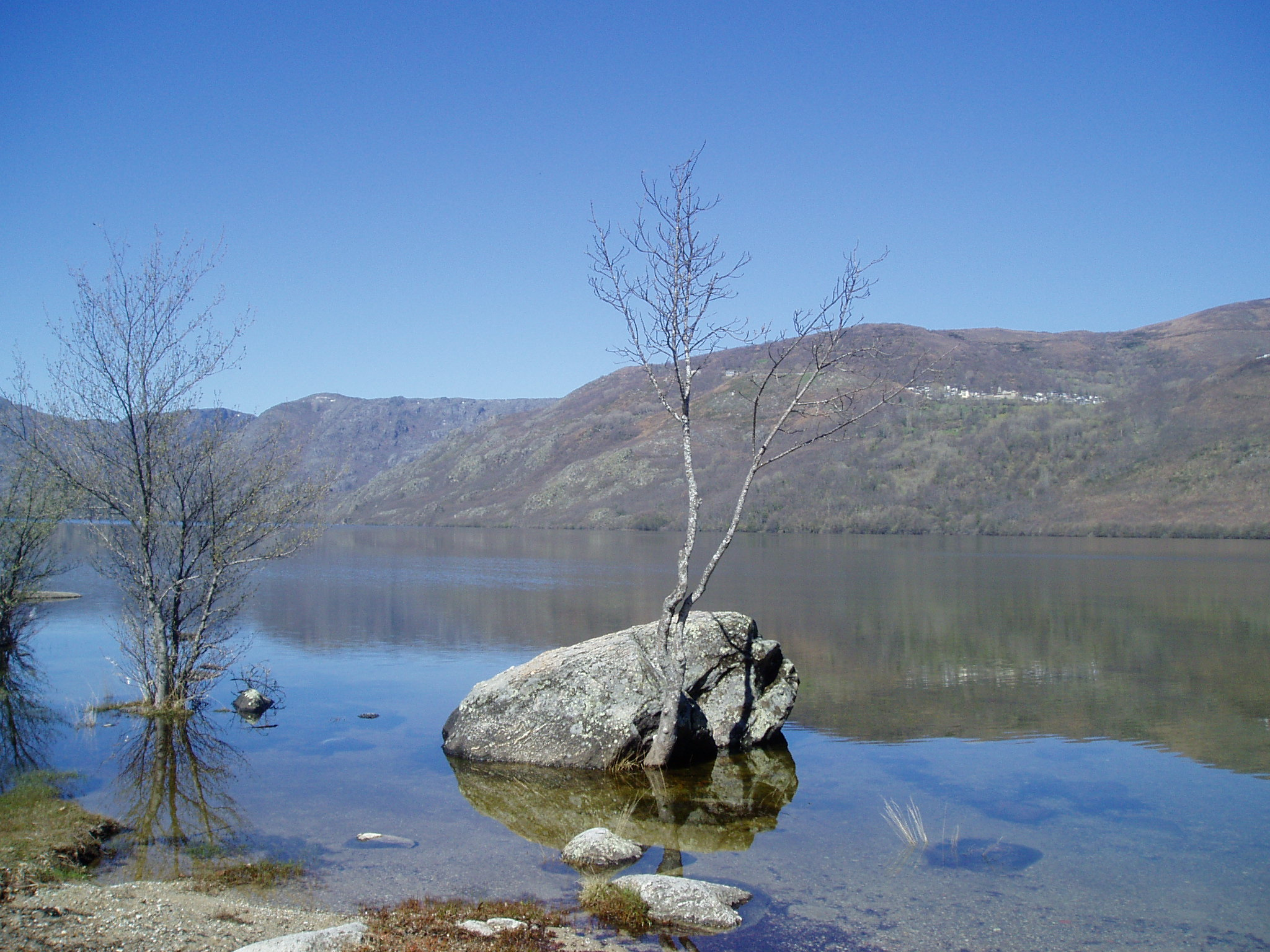

Het Natuurpark Lago de Sanabria y sierras Segundera y de Porto (Spaans: Parque natural Lago de Sanabria y sierras Segundera y de Porto) is een natuurpark in Castilië en León in Spanje. Het natuurpark werd opgericht in 1978 en is 22365 hectare groot. Het natuurpark omvat het meer van Sanabria en gebergtes. In het park komt forel, steenarend, slechtvalk voor. 